# Difeomorfismo amplo
Em matemática e física teórica, um difeomorfismo amplo é um difeomorfismo que não pode ser continuamente conectado à identidade de difeomorfismo (porque é topologicamente não trivial). 
Por exemplo, um toróide  bidimensional real tem um grupo SL (2, Z) de difeomorfismos amplos, através do qual os monociclos {\displaystyle a,b} do toro são transformados em suas combinações lineares inteiras. Este grupo de difeomorfismos amplos é chamado como o grupo modular.